# Bohain-en-Vermandois
Bohain-en-Vermandois és un cap de cantó del departament de l'Aisne, en el Districte de Saint-Quentin, als Alts de França.
Forma part de la Communauté de communes du Pays du Vermandois.
El gentilici dels seus habitants és bohainois (francès).

## Geografia
És na ciutat situada entre Cambrai i Saint-Quentin, i entre Thiérache i Vermandois, al límit amb el Departament del Nord.
És accessible per les autopistes A26 i A29 i disposa d'una estació de tren de la línia SNCF París-Maubeuge, que està servida pels trens TER dels Alts de França i el Alts de França.

## Activitat econòmica
Bohain està situada en la zona de la indústria tèxtil del nord de França afectada per la crisi del tèxtil francès.
La ciutat acull avui en dia grans empreses, les més importants de les quals són Nexans (cables), Taine (obres), Dutoit (fàbrica de galetes) i quatre empreses especialitzades en el tèxtil i la confecció. Té un total de 225 empreses, amb 14 que tenen més de 10 assalariats. 95 empreses són del sector dels serveis, 89 de les quals, dins el comerç i les reparacions, 29 són industrials i 12 són del sector de la construcció.
La ZAC econòmica de Moulin Mayeux té 24 hectàrees. Té un hotel d'empreses i una zona comercial.

## Història
Abans es deia Bohain, però el 1956 va prendre el nom actual de Bohain-en-Vermandois.
- Senyoriu dels d'Avesnes, dels Châtillon-Saint-Pol, dels Luxembourg, dels Bourbon-Vendôme, reunit en domini reial per Enric IV de França i transmesa als Montluc-Balagny i als Mailly-Nesles.
- El burg fou disputat en el curs de totes les guerres posteriors a l'Edat Mitjana. Encara es poden veure els vestigis de les fortificacions a prop de l'escola primària (fosses, canons, restes de murs).
- En un altre temps centre tèxtil important, les fàbriques del qual han anat tancant, Bohain havia estat la capital del tèxtil. Napoleó Bonaparte comandà a un teixidor bohanès un mantó per a Josefina de Beauharnais. El tèxtil és una tradició de Bohain. Està constat en registres parroquials des del segle xvii.[2]

### Origen del nom
Bohain prové de dos termes d'origen: "bos" (fusta) i "ham" (vila); és a dir: vila del bosc. La vila estava envoltada d'un espai forestal de 1200 hectàrees el 1836. Un establiment de laeti (colons-mercenaris bàrbars) de l'Imperi Romà, expliquen l'origen germànic del nom del poble.

## Demografia
Segons el cens de l'Insee del 2007, Bohain-en-Vermandois té 6.213 habitants (ha patit una disminució d'un 6% des del 1999). El municipi ocupa el lloc 1.568 a escala nacional, mentre que el 1999 estava en el lloc 1.394 i en el 9è lloc del departament (de 816 municipis).
L'evolució del nombre d'habitants és conegut a partir de 1793. El màxim de població va ésser el 1975, amb 7.513 habitants.
El 2008 tenia 6.117 habitants.

## Llocs i monuments
- Església Notre Dame de Lourdes, reconstruïda després de la Primera Guerra Mundial. És d'estil neo-gòtic, en maons.
- Casa de la Vila del segle xix, d'estil flamenc.
- Casa familiar d'Henri Matisse (al carrer del Château.
- Estàtua d'Henri Matisse.
- Estàtua del Lleó.
- Estàtua de les Tres Gràcies.
- Chapelle Blanche.

## Principals equipaments
- Collège Henri Matisse.
- Lycée des Métiers Sainte Sophie (privat).
- Maison de l'emploi et la formation.
- Maison de la solidarité.

## Personatges cèlebres
- Henri Matisse va viure una vintena d'anys en una casa del centre de la vila. Nascut a Cateau-Cambrésis el 1869. Però la seva família s'instal·là a Bohain el 1870. Matisse va col·leccionar teixits en un petit museu. El color dels teixits impresos van influir de manera important en Matisse.
- Émile Flamant pintora de frescos nascuda a Bohain el 1896. El 1925, realitzà un fresc de 150 m² a la sala de matrimoni de l'ajuntament de Bohain en Vermandois (fresc inscrit en l'inventari suplementari dels Monuments Històrics des del 2007.
- Roger Prévot, alcalde de Villeneuve-la-Garenne entre el 1953 i el 1999.